# フェンダー・テレキャスター・カスタム
フェンダー・テレキャスター・カスタム（英: Fender Telecaster Custom）は、フェンダーによって製造・発売されたソリッドボディのエレクトリックギター。1972年から製造されている。
なお、1959年から1968年まで発売されていた「フェンダー・カスタム・テレキャスター」は、ボディにバインディングが施された通常のテレキャスターとしてその項で解説し、本項では扱わない。

## 概要
ソリッドボディでボルト・オンのネック構造を持ち、ピックアップにはリアにシングルコイル・ピックアップが1つと、フロントにワイドレンジ・ハムバッカー "Cunife"を1つ、それぞれ搭載する。これらのピックアップは単体で使用することも、スイッチを使って組み合わせることもでき、さまざまな音色を得ることができる。

## 歴史
フェンダーによるオリジナルの本モデルは、1972年から1981年まで製造された。製造途中で仕様の変更があり、ノブはフェンダー・ストラトキャスターのものに変更され、ロゴの変更も行われた。
現在は、フェンダー社による70年代のモデルの再発売版、メキシコ製の"72 Telecaster Custom"などが販売されている。